# 靈異殺機
《靈異殺機》（英語：Half Light）是一部2005年英國懸疑恐怖劇情片，由黛米·摩尔和漢斯·麥瑟遜主演，导演克雷格·羅森伯格還編寫了劇本。配乐由克雷格的弟弟布雷特·羅森堡創作。

## 剧情
蕾切尔·卡尔森（摩尔饰）是一位成功的美國謀殺懸疑小說作家，與五歲的兒子托马斯（巴拉維饰）和第二任丈夫布賴恩（库斯克饰）生活在伦敦。布賴恩是一位成功的圖書編輯，但他自己的作品一直无法出版。由于蕾切尔忙於寫她最新的小說而無暇和儿子一起玩，托馬斯便到房子外面的水边玩，結果淹死了。这对蕾切尔来说是个打击，她的婚姻受到影响，她也无法完成最新的小说。
幾個月後，蕾切尔仍然為兒子的死而自責，不僅無法完成她的書，而且只差签个名就要和她丈夫正式离婚了。為了完成小說並尋求平靜，蕾切尔搬到了蘇格蘭海岸的一個偏遠小屋。然而，她很快就開始看到已故兒子的鬼魂，他有時將她拖入水中，有時又移動冰箱上的磁鐵。當地鎮上的一位通靈者告訴蕾切尔，她兒子的靈魂正試圖告訴她一些事情，但其他當地人警告蕾切尔，这个通靈者只是一個爱找麻烦的女人。
蕾切尔與年輕英俊的燈塔看守人安格斯（麥瑟遜飾）吐露煩惱，两人开始了一段恋情。后来，她得知七年前安格斯在灯塔里谋杀了妻子和她的情人后已经自杀身亡。蕾切尔擔心自己會發瘋，她努力想要證明事实並非如此，了解更多關於安格斯自殺及謀殺案的信息。然而，当地图书馆有关这一悲剧的新闻报道却不见了，她最好的朋友英国小报作家莎伦·温顿在灯塔被安格斯杀死后尸体也消失了。
原来，布賴恩與莎伦有染，他們付錢給帕特里克假扮安格斯，目的是讓已經情緒不穩定的蕾切尔当众发疯，讓她的謀殺看起來像自殺，而且沒有人會懷疑。蕾切尔确信死去的兒子正警告她生命處於危險之中，于是準備離開小鎮。这时，她被莎倫和布賴恩用药迷晕后扔進了海裡。不过，绑住她的锁链的钥匙突然掉进水里，这才使得她得以挣脱束缚（之前有一块石板上写着：“别忘了，看看你的身后”，蕾切尔听到她的儿子在水中重复着这几句）。
蕾切尔前往灯塔展开报复，短暫打斗後，莎倫在廚房裡撞到頭而死，布賴恩被安格斯的鬼魂附身的帕特里克杀害，就像安格斯的妻子和情人七年前死去的方式一樣。然後，帕特里克像安格斯一樣從塔上跳下。蕾切尔帶著当地人不准任何人進入燈塔的承諾離開小鎮，這樣安格斯的靈魂終於可以安息。她回到倫敦的家，她的兒子在那裡去世，她決定慶祝他的生命而不是哀悼他的死。

## 演员
- 黛米·摩尔 饰 蕾切尔·卡尔森
- 漢斯·麥瑟遜 饰 安格斯·麦卡洛克
- 亨利·伊安·库斯克 饰 布赖恩
- 賓斯·巴拉維 饰 托马斯
- 凱特·伊西特（英语：Kate Isitt） 饰 莎伦·温顿
- 尼古拉斯·格利夫斯（英语：Nicholas Gleaves） 饰 罗伯特·弗里德曼医生
- 詹姆斯·考斯摩（英语：James Cosmo） 饰 芬利·默里警長
- 乔安娜·霍尔（英语：Joanna Hole） 饰 玛丽·默里
- 特雷斯·布拉德利 饰 莫拉格·麦克弗森
- 邁克爾·威爾森 饰 詹姆斯·麥克馬洪牧師